# BUTCH COUNTDOWN RADIO
BUTCH COUNTDOWN RADIO（ブッチ・カウントダウン・レディオ）は、FM FUKUOKAにて、毎週金曜日本社1階（アクサダイレクトスタジオ→）AIG STUDIOから放送しているカウントダウン番組である。通称は「ブチカン」。
本項では、2009年3月に終了した「BUTCH COUNTDOWN RADIO WEEKLY TOP10」（ブッチ・カウントダウン・レディオ・ウイークリー・トップテン：以下「WEEKLY TOP10」と記載）及び本番組の再放送に当たる「よりぬきブチカン」についても触れる。

## 番組について

### 概要
1996年10月4日から放送されている番組。公式ホームページ内やradikoの「番組紹介」では、『15分に一回の大爆笑がリスナーを襲う、週末のハイテンション・エンターテインメント・ レディオショー』と記載されており、通常のカウントダウン番組とは異なる『バラエティカウントダウン番組』とも称される。
番組の前身は13:30-17:00で放送され、BUTCHも担当していた「HANAKIN CALLING "4242"」と17:00-20:00で放送されていた「BEAT STATION TOP40」。カウントダウンプログラムとしての体裁は後者を引き継ぐ。
なお、番組ジングルは「BUTCH COUNTDOWN RADIO WOW! FM FUKUOKA」が主に使用される。
番組は20年以上、延べ回数1000回以上続いており、現在も朝ワイド「（ナカジー&バン）MORNING JAM」や平日昼ワイド「SUPER RADIO MONSTER ラジ★ゴン」（以下「ラジ★ゴン」と記載、2020年3月をもって終了）と並び、同局の中でも長寿番組としてリスナーから支持を得ている。
2008年11月からは同局の新社屋移転に伴い、一階にあるサテライトスタジオ（アクサダイレクトスタジオ）からの放送を開始。これに伴い、ガラス越しで放送中の様子を閲覧する事が可能となった。また、同局のホームページでも、静止画ではあるが放送中の様子を確認する事ができる。
なお、年間チャートはSPECIAL WEEK（ボーナスウィーク）中（及びその前週と合わせて2週間に渡る場合もある）にて、「グランド・カウントダウン」という名目で発表される。
2016年1月29日放送分で「放送1000回」を迎えた。記念として過去1000回放送分のチャートを改めて集計し、ベスト100を紹介した。また冒頭でエフエム福岡社長から感謝状が贈呈された。

### チャートの集計方法
番組ではオリジナルチャートを『ブチカンチャート』と称する。
同局のオンエア・ポイント及びリクエスト・オーダー・ポイント、福岡県内のCDセールスポイントに加えて、福岡県内で行われるコンサートのチケット・セールスポイントの4項目を集計し、上位30曲を決定。前者3項目は他局のカウントダウン番組でも集計対象となるケースが多いが、チケットの売り上げが集計対象の一部となるのは全国的にも珍しい。
2013年3月までは100位からカウントダウンが行われていたが、2013年4月より上位30曲となり、2021年10月1日より、発表は原則上位10曲のみとなっている。ただし、「グランド・カウントダウン」のときはTOP100のカウントダウンとなる。

### 番組開始時のアナウンス
下記のアナウンスにより番組は開始される（2020年7月現在）。
- kaede「（13:30の時報を真似た後）本日はBUTCH COUNTDOWN RADIOにようこそ!最後までごゆっくりお楽しみ下さい。なお、オンエア中の他局へのチューニングは一切禁止されておりますが、飲食・喫煙・及び出演者へのプレゼントは・・・OKよ〜!さぁ、BUTCH COUNTDOWN RADIO、いよいよ始まりま〜す!」[3]
- BUTCH「（番組開始のジングルが流れた後）IT'S SHOW TIME!! FM FUKUOKA、金曜日がやって参りました。いつも聴いてくれている貴方、本当にありがとう。たまたま聴いちゃった貴方、お気を確かに。元気があっても品は無い。やかましくってごめんなSORRY。週に1度の大騒ぎ、毎週金曜日をぶっちぎるバラエティカウントダウンレディオショー・BUTCH COUNTDOWN RADIO。ブチカンNOW ON THE AIR!...AIR!...AIR!...Yeah!...」（以降、自己紹介〜フリートークへと続く）
- BUTCH「（ひとしきり落ち着いたのち）Wild sideでFunkyなWeekendはブチカンにお任せ! YOU'RE LINTEN'IN TO FM FUKUOKA IT'S FRIDAY! PUMP IT UP! HERE WE GO! BUTCH COUNTDAOWN RADIO!!（ジングル）」
  - かつて、17:00に森本からkaedeにDJが入れ替わる場合も、kaedeは同様のアナウンスを行っていたが、冒頭が「引き続き最後までごゆっくりお楽しみ下さい。」、終盤が「BUTCH COUNTDOWN RADIO、私も含めていよいよ始まりま〜す!」と若干変更されていた。
  - 「WEEKLY TOP10」放送時（12:00開始時）、BUTCHは「毎週金曜のお昼12時から午後8時までをぶっちぎるバラエティカウントダウンレディオショー」とアナウンスしていた（ただし、12:30 - 13:30は箱番組のため放送が中断していた）。

## MC
以下（番組内ではアナウンスされていないが、便宜上）13:30〜17:00を「PART1」、17:00〜19:00を「PART2」と記載する。

### 現在のMC
- BUTCH
  - メインMC。番組開始当初からPART1及びPART2を担当。自称「スーパーDJ（MC）」。
  - 下記の通り、随時声真似・物真似を挟みながら番組を進行。これが番組紹介で『15分に一回の大爆笑〜』と記載される理由の一部でもある。
  - 原則ニュースもBUTCHが読み上げる。kaedeの代行でアナウンサーが投入されても、代わらず行う。
  - 2022年8月26日、新型コロナウィルスのPCR検査で陽性が確認されたため、休演した。

- kaede
  - 2008年10月より17:00-20:00のPART2を担当。2011年3月からは全パート担当。自称「シンガー・ソング・ドリンカー」。
  - 先代のMC・笑子から引き継いで番組のブログを担当（ただし、執筆開始は約8ヵ月後の2009年6月から）。なぜか番組に出演したゲストとの写真では、後ろで正座をしながら両手を前に組んだ状態で、BUTCHとゲストを見上げるポーズをしている。
  - 「結成!!ブチカンブラック団」（下記参照）にて、団長としてコーナーのメインを仕切っているためか、番組内では「腹黒い女性」キャラとして称されている。
  - 2014年4月〜9月と2019年11月29日[4]〜2020年3月27日は産休により、また、2022年10月21日以降は扁桃腺摘出手術とその後の静養のため番組を休演。

- 謎のアジア人
  - 番組ではプロデューサーを務めるが、主に「ザ・メシュラン」（下記参照）や女性パーソナリティが不在（主に新春特番編成時など）の際の相方として出演。

### 過去のMC
- バンカヨコ
  - 時期失念（遅くとも1999年10月）〜2000年9月（当時は18:10までの出演）、2003年7月〜2006年6月までPART1を担当。
  - 2003年春までは「MORNING JAM」（月曜〜金曜）も担当。このため、2000年9月までの金曜日は朝・昼から夕方に渡り2つ（「WEEKLY TOP10」を含むと3つ）の番組を掛け持ちしていた事になる。
  - 斉藤ふみの産休中（2009年3月〜6月）も代打として出演。この間は「ラジ★ゴン」の火曜日も担当していた。また、kaedeの産休中（2014年4月〜9月）も代打として出演。

- 斉藤ふみ
  - 時期失念（遅くとも1999年10月）〜2006年6月まではPART2、2006年7月〜2009年9月まではPART1を担当。ただし、上述の通り、2009年3月〜6月は産休により番組を休演していた。
  - 同番組の中ではBUTCHに次ぐ長期間の出演者となる。なお、同じく番組のMCとして務める「ラジ★ゴン」は2013年3月まで月・火曜をBUTCHと共演していた。
  - BUTCHが特番出演のため、斉藤が1人で番組を進めた時には、リスナーから心配のメールが多数寄せられた（しかし、逆に斉藤が特番のために途中で抜け出した時、BUTCH宛にメールは来なかった）。

- MINAKO（米米CLUB）
  - 2000年10月〜2003年6月までPART1を担当。
  - 2001年、番組のDJ・スタッフ総出によるユニット「フラッシュバックス・フィーチャリング・ウラカターズ」が「恋のNo.1 GIRL」をリリースした際、作詞を担当。ちなみに、作曲・プロデュースはMINAKOの夫である金子隆博（米米CLUB・BIG HORNS BEE）が手掛けた。

- 笑子
  - 2006年7月〜2008年9月までPART2を担当。

- 木原友香
  - 番組開始と同時に担当。

- 森本華織
  - 2009年10月～2011年2月までPART1を担当。自称「キャオリン」（自身が大分県宇佐市の出身であるためか、「MADE IN U.S.A. キャオリン」と名乗る場合もある）。

- 松藤みな子
  - 2019年12月6日〜2020年3月27日まで産休中のkaedeに変わってBUTCHとともにMCを務めた[5]。FM FUKUOKAでは当時『Weekend more radio!!〜サン8〜』も担当。あだ名はまっちゃん。

- 黒田りさ
  - 2020年8月14日のkaedeのピンチヒッター。BUTCHとは大学の先輩後輩の関係。FM FUKUOKAでは「サン8」も担当。あだ名はりさちゃん。

- 愛智望美
  - 2021年10月15日（喉の不調を訴えたため）、2022年11月11日（扁桃腺摘出手術後の静養）のkaedeのピンチヒッターでエフエム福岡アナウンサー。BUTCHとは『〜Ultra Radio Connection〜DIG!!!!!!!!FUKUOKA』でタッグを組む。

- 西川さとり
  - 2022年1月28日、2月4日はkaedeの、2022年8月26日はBUTCHのピンチヒッター。同局のアナウンサーではあるが、ブチカン初期にADを経験したこともある。

- TOGGY
  - 2022年10月21日、扁桃腺摘出手術を受けしばらく休演するkaedeのピンチヒッター。

- 町田隼人
  - 2022年10月28日のkaedeのピンチヒッター。

- 新木さくら
  - 2022年11月4日のkaedeのピンチヒッター。

### 出演者の変遷
| 期間       | 期間       | 男性  | 女性       | 女性                | 女性          | 女性          |
| 期間       | 期間       | 男性  | PART1      | PART2               | PART2         | PART2         |
| 期間       | 期間       | 男性  | PART1      | 17:00 - 18:10       | 18:10 - 19:00 | 19:00 - 20:00 |
| ---------- | ---------- | ----- | ---------- | ------------------- | ------------- | ------------- |
| 1996.10.4  | 1999.9.24  | BUTCH | 木原友香   | 木原友香            | 木原友香      | 木原友香      |
| 1999.10.1  | 2000.9.29  | BUTCH | バンカヨコ | バンカヨコ 斉藤ふみ | 斉藤ふみ      | 斉藤ふみ      |
| 2000.10.6  | 2003.6.27  | BUTCH | MINAKO     | 斉藤ふみ            | 斉藤ふみ      | 斉藤ふみ      |
| 2003.7.4   | 2006.6.30  | BUTCH | バンカヨコ | 斉藤ふみ            | 斉藤ふみ      | 斉藤ふみ      |
| 2006.7.7   | 2008.9.26  | BUTCH | 斉藤ふみ   | 笑子                | 笑子          | 笑子          |
| 2008.10.3  | 2009.2.27  | BUTCH | 斉藤ふみ   | kaede               | kaede         | kaede         |
| 2009.3.6   | 2009.6.26  | BUTCH | バンカヨコ | kaede               | kaede         | kaede         |
| 2009.7.3   | 2009.9.25  | BUTCH | 斉藤ふみ   | kaede               | kaede         | kaede         |
| 2009.10.2  | 2011.2.25  | BUTCH | 森本華織   | kaede               | kaede         | kaede         |
| 2011.3.4   | 2014.3.28  | BUTCH | kaede      | kaede               | kaede         | （廃止）      |
| 2014.4.4   | 2014.9.26  | BUTCH | バンカヨコ | バンカヨコ          | バンカヨコ    | （廃止）      |
| 2014.10.3  | 2019.11.22 | BUTCH | kaede      | kaede               | kaede         | （廃止）      |
| 2019.11.29 | 2019.11.29 | BUTCH | （不在）   | （不在）            | （不在）      | （廃止）      |
| 2019.12.6  | 2020.3.27  | BUTCH | 松藤みな子 | 松藤みな子          | 松藤みな子    | （廃止）      |
| 2020.4.3   | 現在       | BUTCH | kaede      | kaede               | kaede         | （廃止）      |

## タイムテーブル
途中で「FM FUKUOKA Today's Report」（ニュース）、「Weather Report」（天気予報）、「Traffic Report」（交通情報）が含まれる他、14:55にTFM発ネット番組を挿入。
FM FUKUOKAホームページ、及びradikoでの番組表では、14:55の5分番組が番組表上は独立番組になっているため、PART1の13:30~14:55、15:00~17:00は分割表示されている。
「Weather Report」は、14時台と18時台はBUTCHやkaedeが声真似・物真似をしながら伝える（物真似はBUTCH項目参照）。

概況は「天気概況お伝え赤ちゃん（博多弁訛り。概況中盤から急激に成長が早くなるのが特徴。予報は福岡は王貞治、北九州はルパン三世で固定。筑豊はkaedeが倖田來未やked34を経て『キテレツ大百科』のブタゴリラをまねながら野菜ダジャレ、その後BUTCHが苅野勉三に扮して予報を伝える。松藤は中森明菜。筑後は往々にして郷ひろみだが半沢直樹や鬼滅の刃などその時々のトレンドを取り入れたものを行うことがある。ただし、全地方で同じ予報が発表されているときは一つのモノマネで済ませることもある。

コーナーの最後はkaede・松藤の声をボイスチェンジした天 達子（あま・たつこ）が通常の天気原稿を読んでいる。2015年ごろからはオカマ風に天気を伝えるカマ 達子（かま・たつこ）が読むこともある。

かつては19時台のゲストコーナー「夜のマッパGO!GO!GO!」の直前にウェザーリポートが挿入されていたため、スタンバイ中のゲストの笑い声が聴こえる事があった。
16時台は別の趣向で予報を伝える。
なお、「Today's Report」も同様にBUTCHが担当。（当然ではあるが）声真似が顕著な「Weather Report」とは対照的に普通の声で伝えるほか、九州周辺に台風接近や大規模災害があった場合は物真似を自粛し、普通の声でアナウンスしている。

### PART1
番組開始の13:30〜17:00までに当たる。TOP10の7位と1位以外の楽曲をこのパートで紹介する。そのほかTOP30にランクインしている曲のいくつかは番組内で放送される。
- 13:40　LAST WEEKS TOP10～RANK OUT SONGS～KING OF ブチカン（キンブチ）
  - 前週のTOP10の振り返りとTOP10落ち楽曲を紹介。「キンブチ」は1位当てクイズ。今週1位の曲をリスナーに予想してもらうコーナー。ヒントとして今週1位の曲の一部が流れる。正解者の中から1名にグッズをプレゼント。
- 13:45　Traffic Report
- 13:50　週末の星占い
  - 12星座の週末の運勢を伝える。
  - kaedeがそれぞれの星座名をコールした後、星座にまつわる効果音（例：おひつじ座→「羊」など）が流れるが、一部はBUTCHによる声真似である。なお、現在はおとめ座の場合のみkaede扮する「カエデ・デラックス」が登場する。
  - 斉藤担当時はリア・ディゾンの物真似をしながら伝えており、一部で人気を得ていた。
- 14:00　Weather Report
- 14:05　FLASH BACK FRIDAY
  - 昔の洋楽を紹介。
- 14:13　ちょいちょいちょい
  - 「毎回何かを中途半端にお届けする」コーナー。
- 14:20　トクセン! FMラジオショッピング
- 14:30　Traffic Report
- 14:35　ザ・メシュラン
  - 「謎のアジア人」とBUTCHが自腹でお薦めの飲食店を紹介。自腹のため、一曲挟んだ後に不満な点・改善すべき箇所等を言う。
  - このコーナーをまとめた書籍が過去に発売されている（下記参照）。
- 14:55　Life Time Audio～人生のプレイリスト～
- 15:00　ブチコ登場
  - BUTCHがピーコの話し方を真似たキャラ・「ブチコ」を演じ、雑誌の気になる記事や話題を紹介。
  - 放送禁止用語を連発するため、いわゆる「ピー音」がかかるが、生放送のため当然すべては隠す事はできない。過去にMCを務めた斉藤曰く、「ブチ子の時は禁止用語を連発するため爆笑をする事が多く、この時はスタッフも（「ピー音」を出す事に）真剣になっている」らしい。その一方で、「ブチコ（BUTCH）自身がピー音をかいくぐろうと努力している」との意見もある。ただし、最近は放送禁止用語を喋らなくなっている。
- 15:12　FM FUKUOKA Today's Report
- 15:19　ちょいちょいちょい
- 15:29　ブチカン・KURU2 GUEST
  - ゲスト出演コーナー。
  - ゲストはルーレットの結果により、心理テスト、モノマネ、財布の中身チェック、リスナーへの私物プレゼントのいずれかを体験する。
  - これまでは「生演奏」「だーいぶショック」等のゲームもあったが、終了につきマイナーチェンジを行った。
- 15:45　Traffic Report
- 15:51　トクセン! FMラジオショッピング
- 16:00　J-POP POWER COUNTDOWN
  - 「COUNTDOWN」と称されているが、実際はテーマに沿った邦楽の特集である。
- 16:12　ちょいちょいちょい
- 16:15　Weather Report
  - このパートではモノマネはせずBUTCH演じる「つやば・つけたろう」が福岡県の天気を伝える。
- 16:30　クイズ！おいくら万円？
  - 商品・事柄等の金額を当てるクイズコーナー。正解が出るまでリスナーに回答してもらい、正解者にアーティストグッズ、もしくはノベルティをプレゼント。
  - 問題が日本の事柄の場合日本円、海外の事柄の場合は現地通貨にて回答する。回答は1人1回のみ。間違った場合「もっと高い」か「もっと低い」かがSEで流れるため、回答人数が多いほど正解の金額が絞り込めるようになっている。
- 16:45　FM FUKUOKA Today's Report
- 16:48　ベスト・ヒット ブチカン‼
  - BUTCH演じる「小林かつんや」とkaede演じる「セーラ・よえる」がコーナーを進行。コーナー名はベストヒットUSAのパロディ、それぞれの名前は小林克也とセーラ・ロウエルに掛かっている。内容は以前放送されていた「ちょっとストリーム」とほぼ同じである。

### PART2
17:00〜番組終了までに当たる。
ブチカンチャートは1位と7位を残すのみ。18時台を中心に「新曲さんいらっしゃい」と題して新譜をオンエアする。
- 17:00　TOP1
- 17:11　Traffic Report
- 17:17　ちょいちょいちょい
- 17:20　「飲んで、うまい　食べて、うまい」
- 17:31　アーティスト・クイズ
  - アーティストが月替わりで登場。アーティストが出す3択クイズに答えられれば豪華賞品を獲得できる。正解が出るまでリスナーが回答する。
- 17:41　Traffic Report
- 17:44　ちょいちょいちょい
- 17:47　INTRO7
  - コーナー名はウルトラセブンをもじったもので、いわゆるイントロクイズ。
  - kaede（ウルトラカエデ）の身内である、ウルトラの女戦士の親戚や知り合いのウルトラ一族が悪役・イントロセブンに連れ去られ（この2役はいずれもBUTCHが演ずる）、第7位の曲までも盗まれてしまう。
  - 「ブチカン今週の第7位イントロ光線」と称するブチカンチャート7位にランクインした曲のイントロから曲名・アーティスト名をリスナーが答える。ここで初めて、第7位の曲が流れる。
  - 不正解の場合、及び無回答のまま一定時間経過で次のリスナーへ回答権が移行。正解があまりに出ない場合は第7位の曲のオンエア時間の兼ね合い上、イントロセブンから「あと何名」かの指示がある。
  - 正解者にアーティストグッズ、もしくはノベルティがプレゼントされる。また、正解者は第7位の曲フリが出来る。なお、時間切れによる正解者なしの場合も第7位の曲は流れるが、ウルトラ一族は連れ去られたまま。
  - グランドカウントダウンの際は大物が連れ去られることもあるほか、特に1週目は7位以外の曲が対象となるため、イントロセブンではなく、イントロセップンが登場する。
- 18:00　道の駅大作戦GOLD
- 18:12　Traffic Report
- 18:15　ちょいちょいちょい
- 18:30　バイバイ!哀愁デイ
  - リスナーが哀愁を感じたことを紹介する。テーマ曲、ならびにタイトルの由来が「哀愁でいと (NEW YORK CITY NIGHTS)」であることからか、BUTCHは田原俊彦のモノマネで通す。
- 18:40　Weather Report
- 18:50　キンタメ
  - DJとジャンケンをして、勝ったら運がいいという運試し。電話をかけてきた人が希望の人（BUTCHかkaedeのどちらか。ときどき、モノマネのレパートリーから指名される）とジャンケンをしたあと、最後にリスナー全員に向けてジャンケンをする。

---
- 18:55　FM FUKUOKA Today's Report
  - もともと18:25から放送されていたニュースであるが、2022年4月の改編で独立枠とされた。ただし、冒頭や締めのコメントはkaedeが、ニュースはBUTCHが読み上げるため、実質『ブチカン』の延長的立ち位置でもある。

## 過去のコーナー

### WEEKLY TOP10
正式名称は「BUTCH COUNTDOWN RADIO WEEKLY TOP10」。金曜日の12:00〜12:30に放送し、主に先週のトップ10を紹介していた。MCはPART1と同じコンビ（上記MC欄を参照）が担当。1990年代後半から放送を開始し、長期に渡って放送されていたが、2009年9月末の番組改編により終了。
開始当初は「BUTCH COUNTDOWN RADIO にしぎん WEEKLY TOP10」というタイトルで放送しており、西日本銀行がスポンサードネットしていた。また、2008年9月〜2009年3月は12:30〜13:00に放送していた。
「WEEKLY TOP10」内のコーナーは下記の通り。
- 12:10頃　走る調査隊
  - 福岡県下に広がるネットワークを通じてアンケートを集計し、様々な話題を紹介。
- 12:20頃　大橋駅巨泉のクイズだべ
  - 先代のMC・斉藤が簡単なクイズに答える。リスナーは斉藤が正解するか間違えるかを当てる。答えはPART1内の13:40頃に発表。正解者の中から抽選で1名に特製の焼酎がプレゼントされる。
  - コーナー名は大橋巨泉のクイズダービーをもじったものだが、大橋駅というのは福岡市の西鉄の駅である。一方、解答者の斉藤は竹下景子ならぬ「竹下駅景子」に扮しているが、竹下駅は福岡市のJRの駅である。大橋駅巨泉は、福岡市にある西鉄の駅名を使った文で自己紹介している。

## よりぬきブチカン
2009年4月より、「SHOWER 5:00 PUNCH!!! ごじぱん」の後番組として放送開始。
当初の放送日時は毎週金曜日の05:00-05:55。

放送日の前週に放送されたブチカンを55分間に編集（主に「ザ・メシュラン」「ブチコ登場」と18時台に放送したブチカンチャートTOP5）して再放送している。
後に放送枠を拡大し毎週金曜日の05:15-07:00の放送となった（05:55-06:00は「MY OLYMPIC」、06:25-06:45は「LOVE & HOPE～ヒューマン・ケア・プロジェクト～」、「TODAY'S AGRI NEWS」、「クロノス～MUSIC」、「コスモアースコンシャスアクト 未来へのタカラモノ」を放送するため中断）。
2019年4月からは「AIG損保presents 法人会「賢者の名言」」の終了と「MY OLYMPIC」の枠移動に伴い5:10-6:25の放送となる。
FM FUKUOKAで早朝番組を復活させるのにあたり、2020年9月末で終了した。

## 番組発の商品
これまで当番組から書籍・焼酎等が発売されている。
- 書籍の購買層の半分が当番組の未リスナーであった。また、焼酎の一部は現在も地酒プロジェクトのホームページにて購入することが出来る。

### 書籍
- ザ・メシュラン（プランニング秀巧社発行・売切）
- ザ・メシュラン2（プランニング秀巧社発行・売切）
- ザ・メシュラン3（プランニング秀巧社発行・売切）
- ザ・メシュラン4（エフエム福岡メディアント発行）

### 焼酎
- のみすぎんて
- のみたらんて
- 音空
- 音叉ノ如
  - 他多数。

これらは、かつて放送されていたコーナー「ちょっとストリーム」のスポンサーであった雲海酒造の完全バックアップによる。

### その他
- チョコっといなり
  - 銀寿司とのコラボレーションによる、いなり寿司をベースとしたチョコレート。
  - 天神イムズにて2010年2月12日・13日・14日の3日間のみ、1日20個限定での発売予定。

## 補足
1. ↑  公式サイトの番組紹介では、『超特大バラエティカウントダウン番組』とも書かれている。
2. ↑  BUTCH自らも番組開始時のアナウンス#後述のアナウンスで同様の発言をしている。よくある「カウントダウン」主軸の「カウントダウンバラエティ」ではない。このことはNHKラジオ「亀渕昭信のにっぽん全国ラジオめぐり」で番組見学をした亀淵昭信も発言しており、radikoの番組表でも紹介されている。ちなみに「15分に一回」の由来は『人が真剣に聴いている限界が15分であるので、15分～20分に一度山を作ろう』ということと『AMとFMをまぜこぜにできないか』という考えがあるところから（「日本全国ラジオめぐり」で亀淵のインタビューに答えたBUTCHの回答より）
3. ↑  2020年4月 - 6月の間は公開生放送を取りやめていたため「飲食及び喫煙は・・・OKよ〜!」に変えていた。
4. ↑  ex:番組本番中に発生した東日本大震災及び、その発生から5年を迎えた2016年3月11日、熊本地震、2009年豪雨、2012年豪雨、2017年豪雨（数週間自粛）
5. ↑  2006年3月まではジョウ・タツンダ（城達也の並びを逆にしたアナグラム）の、2006年4月以降はサトウ・イブマ（この場合もアナグラム方式で伊武雅刀の並びを逆にしたもの。アメリカ読みで「イブマ・サトウ」というフレーズを必ず付ける）物真似だった。